# Associazione Sportiva Bari 1974-1975
Questa pagina raccoglie le informazioni riguardanti l'Associazione Sportiva Bari nelle competizioni ufficiali della stagione 1974-1975.

## Rosa
| N. |                   | Ruolo | Calciatore         |
| -- | ----------------- | ----- | ------------------ |
| -  | Italia (bandiera) | A     | Lando Bertagna     |
| -  | Italia (bandiera) | C     | Michele Cassano    |
| -  | Italia (bandiera) | D     | Fabio Cazzola      |
| -  | Italia (bandiera) | D     | Pierluigi Consonni |
| -  | Italia (bandiera) | C     | Antonio D'Angelo   |
| -  | Italia (bandiera) | A     | Italo Florio       |
| -  | Italia (bandiera) | D     | Angelo Frappampina |
| -  | Italia (bandiera) | D     | Aurelio Galli      |
| -  | Italia (bandiera) | D     | Leonardo Generoso  |
| -  | Italia (bandiera) | C     | Diego Giannattasio |

| N. |                   | Ruolo | Calciatore              |
| -- | ----------------- | ----- | ----------------------- |
| -  | Italia (bandiera) | A     | Giovanni Ludvig         |
| -  | Italia (bandiera) | A     | Nicola Ranieri          |
| -  | Italia (bandiera) | P     | Franco Mancini          |
| -  | Italia (bandiera) | A     | Giuseppe Raffaele       |
| -  | Italia (bandiera) | A     | Silvio Rosa             |
| -  | Italia (bandiera) | C     | Pier Paolo Scarrone     |
| -  | Italia (bandiera) | C     | Arcangelo Sciannimanico |
| -  | Italia (bandiera) | C     | Arduino Sigarini        |
| -  | Italia (bandiera) | D     | Vittorio Spimi          |
| -  | Italia (bandiera) | A     | Gaetano Troja           |
| -  | Italia (bandiera) | D     | Vito Zizzariello        |